# Auguste Forestier
Auguste Forestier (* 1887 in Naussac, Département Lozère; † 1958 in Saint-Alban-sur-Limagnole) war ein französischer Künstler. Seine bildhauerische Technik erarbeitete er sich als Autodidakt. Forestiers Arbeiten entstanden überwiegend während seiner langjährigen Unterbringung in der psychiatrischen Einrichtung von Saint-Alban-sur-Limagnole.

## Leben
Forestier wurde 1887 in Naussac geboren. In seiner Jugend unternahm er häufig größere Reisen mit dem Zug, meist ohne Fahrkarte, wobei ihn wiederholt die Polizei aufgriff und in seinen Heimatort zurückbrachte. Diese Reisen wurden später mit einer ausgeprägten Faszination für Eisenbahnen in Verbindung gebracht.
Im Mai 1914 verursachte Forestier eine Zugentgleisung, indem er Steine auf die Schienen in einem Tunnel legte. Nach seiner Festnahme erklärte er, er habe beobachten wollen, wie die Steine zerdrückt würden, ohne die möglichen Folgen seines Handelns bedacht zu haben.
Noch im selben Jahr wurde Forestier in die psychiatrische Klinik von Saint-Alban-sur-Limagnole eingewiesen. Er verblieb dort bis zu seinem Tod im Jahr 1958.

## Werk
Forestier begann in den 1920er-Jahren damit, figürliche Objekte herzustellen. Er verwendete überwiegend Holz, Draht, Stoffreste, Muscheln, Knochen und andere vor Ort verfügbare Gegenstände. Als Arbeitsplatz diente ein provisorisch in einem Flur der Anstalt eingerichtetes Atelier. Hier verfügte er unter anderem über eine Werkbank und einige Werkzeuge. Seine Arbeiten stellen Tiere, Maschinen, Mischwesen oder fiktive Figuren dar. Die ersten Werke, die Forestier anfertigte, waren als Spielzeug für die Kinder der in der Anstalt beschäftigten Angestellten gedacht. Einige Werke greifen Motive der französischen Folklore auf. Dabei nimmt seine Darstellung der „Bête du Gévaudan“ eine besondere Position ein.
Die Objekte entstanden vollständig im Umfeld der psychiatrischen Anstalt. Sie zeichnen sich durch improvisierte Konstruktionstechniken und eine individuelle formale Sprache aus. In den 1940er-Jahren wurden Forestiers Arbeiten von Jean Dubuffet entdeckt und in die von ihm begründete Collection de l’Art Brut in Lausanne aufgenommen. Auch der Schriftsteller Paul Éluard zeigte Interesse an seinem Werk.

## Rezeption
Forestiers Arbeiten wurden mehrfach im kunsthistorischen Kontext der Art Brut ausgestellt und dokumentiert, unter anderem im Rahmen der Ausstellung Bestioles – créatures d’art brut (Lausanne, 2013). Die Zuordnung zur Art Brut stützt sich auf die Tatsache, dass seine Werke unabhängig von etablierten Kunsttraditionen und außerhalb institutionalisierter Ausbildung entstanden sind. Im Jahr 2024 zeigte das American Folk Art Museum in New York mehrere Werke Forestiers im Rahmen der Ausstellung Francesc Tosquelles: Avant-Garde Psychiatry and the Birth of Art Brut, die dem Wirken seines Psychiaters Francesc Tosquelles gewidmet war. Weitere Werke Forestiers befinden sich in der Sammlung Zander in Köln, im Centre Pompidou in Paris und in der Gallery of Everything, London.